# 500 Miles de Sugo 1991
Navigation
Édition précédente Édition suivante
Les 500 miles de Sugo 1991 (officiellement appelé les 1991 Sugo Inter 500 miles), disputées le 3 novembre 1991 au Sportsland Sugo, ont été la septième et dernière manche du Championnat du Japon de sport-prototypes 1991.

## La course

### Classement de la course
Voici le classement officiel au terme de la course,.
- Les premiers de chaque catégorie du championnat du monde sont signalés par un fond jaune.
- Pour la colonne Pneus, il faut passer le curseur au-dessus du modèle pour connaître le manufacturier de pneumatiques.
- Les voitures ne réussissant pas à parcourir 75% de la distance du gagnant sont non classées (NC).

| Pos  | Classe | no  | Écurie                 | Pilotes                                   | Châssis                             | Pneus | Tours | Temps                |
| Pos  | Classe | no  | Écurie                 | Pilotes                                   | Moteur                              | Pneus | Tours | Temps                |
| ---- | ------ | --- | ---------------------- | ----------------------------------------- | ----------------------------------- | ----- | ----- | -------------------- |
| 1    | C      | 17  | TWR Suntec Jaguar      | Teo Fabi David Brabham                    | Jaguar XJR-14                       | G     | 216   | 4 h34 min 36 s 139   |
| 1    | C      | 17  | TWR Suntec Jaguar      | Teo Fabi David Brabham                    | Ford Cosworth HB 3,5 l V8 Atmo      | G     | 216   | 4 h34 min 36 s 139   |
| 2    | C1     | 36  | Toyota Team Tom’s      | Masanori Sekiya Hitoshi Ogawa             | Toyota 91C-V                        | B     | 212   | + 4 tours            |
| 2    | C1     | 36  | Toyota Team Tom’s      | Masanori Sekiya Hitoshi Ogawa             | Toyota R36V 3,6 l V8 Turbo          | B     | 212   | + 4 tours            |
| 3    | C1     | 23  | Nissan Motorsport      | Kazuyoshi Hoshino Toshio Suzuki           | Nissan R91CP                        | B     | 211   | + 5 tours            |
| 3    | C1     | 23  | Nissan Motorsport      | Kazuyoshi Hoshino Toshio Suzuki           | Nissan VHR35Z 3,5 l V8 Turbo        | B     | 211   | + 5 tours            |
| 4    | C1     | 1   | Nissan Motorsport      | Masahiro Hasemi Anders Olofsson           | Nissan R91CP                        | B     | 211   | + 5 tours            |
| 4    | C1     | 1   | Nissan Motorsport      | Masahiro Hasemi Anders Olofsson           | Nissan VHR35Z 3,5 l V8 Turbo        | B     | 211   | + 5 tours            |
| 5    | C1     | 37  | Toyota Team Tom’s      | Geoff Lees Andy Wallace Eje Elgh          | Toyota 91C-V                        | B     | 209   | + 7 tours            |
| 5    | C1     | 37  | Toyota Team Tom’s      | Geoff Lees Andy Wallace Eje Elgh          | Toyota R36V 3,6 l V8 Turbo          | B     | 209   | + 7 tours            |
| 6    | GTP    | 201 | Mazdaspeed             | Pierre Dieudonné Yojiro Terada            | Mazda 787B                          | D     | 206   | + 10 tours           |
| 6    | GTP    | 201 | Mazdaspeed             | Pierre Dieudonné Yojiro Terada            | Mazda R26B 2,6 l 4-Rotor            | D     | 206   | + 10 tours           |
| 7    | C1     | 100 | Nisseki Racing Team    | George Fouché Steven Andskär              | Porsche 962GTi                      | D     | 204   | + 12 tours           |
| 7    | C1     | 100 | Nisseki Racing Team    | George Fouché Steven Andskär              | Porsche Type-935 3,0 l Flat-6 Turbo | D     | 204   | + 12 tours           |
| 8    | C1     | 7   | The Alpha Racing       | Oscar Larrauri Jonathan Palmer            | Porsche 962C                        | Y     | 200   | + 16 tours           |
| 8    | C1     | 7   | The Alpha Racing       | Oscar Larrauri Jonathan Palmer            | Porsche Type-935 Flat-6 Turbo       | Y     | 200   | + 16 tours           |
| 9    | C      | 18  | TWR Suntec Jaguar      | Mauro Martini Jeff Krosnoff               | Jaguar XJR-14                       | G     | 199   | + 17 tours           |
| 9    | C      | 18  | TWR Suntec Jaguar      | Mauro Martini Jeff Krosnoff               | Ford Cosworth HB 3,5 l V8 Atmo      | G     | 199   | + 17 tours           |
| 10   | C1     | 27  | FromA Racing           | Akihiko Nakaya Volker Weidler             | Nissan R91CK                        | B     | 189   | + 27 tours           |
| 10   | C1     | 27  | FromA Racing           | Akihiko Nakaya Volker Weidler             | Nissan VHR35Z 3,5 l V8 Turbo        | B     | 189   | + 27 tours           |
| 11   | C      | 3   | Navi Connection Racing | Taku Akaike Karou Iida                    | Mazda 767B                          | D     | 173   | + 43 tours           |
| 11   | C      | 3   | Navi Connection Racing | Taku Akaike Karou Iida                    | Ford Cosworth DFR V8 Atmo           | D     | 173   | + 43 tours           |
| 12   | GTP    | 230 | Pleasure Racing        | Tetsuji Shiratori Syuuji Fujii            | Mazda 767                           | D     | 154   | + 62 tours           |
| 12   | GTP    | 230 | Pleasure Racing        | Tetsuji Shiratori Syuuji Fujii            | Mazda 13J 1,3 l 2-Rotor             | D     | 154   | + 62 tours           |
| Abd. | C1     | 25  | Team LeMans            | Hideki Okada Masahiko Kageyama            | Nissam R91VP                        | Y     | 68    | Transmission         |
| Abd. | C1     | 25  | Team LeMans            | Hideki Okada Masahiko Kageyama            | Nissan VHR35Z 3,5 l V8 Turbo        | Y     | 68    | Transmission         |
| Abd. | C1     | 38  | Toyota Team SARD       | Roland Ratzenberger Pierre-Henri Raphanel | Toyota 91C-V                        | B     | 23    | Différentiel         |
| Abd. | C1     | 38  | Toyota Team SARD       | Roland Ratzenberger Pierre-Henri Raphanel | Toyota R36V 3,6 l V8 Turbo          | B     | 23    | Différentiel         |
| Abd. | GTP    | 202 | Mazdaspeed             | David Kennedy Takashi Yorino              | Mazda 787B                          | D     | 6     | Cable d'accélérateur |
| Abd. | GTP    | 202 | Mazdaspeed             | David Kennedy Takashi Yorino              | Mazda R26B 2,6 l 4-Rotor            | D     | 6     | Cable d'accélérateur |

## Pole position et record du tour
- Pole position :  Teo Fabi /  David Brabham (#17 TWR Suntec Jaguar) en 1 min 06s 514
- Meilleur tour en course :  Mauro Martini (#18 TWR Suntec Jaguar) en 1 min 10s 629

## À noter
- Longueur du circuit : 3,704 km
- Distance parcourue par les vainqueurs : 737,550 km